# Franco Laner

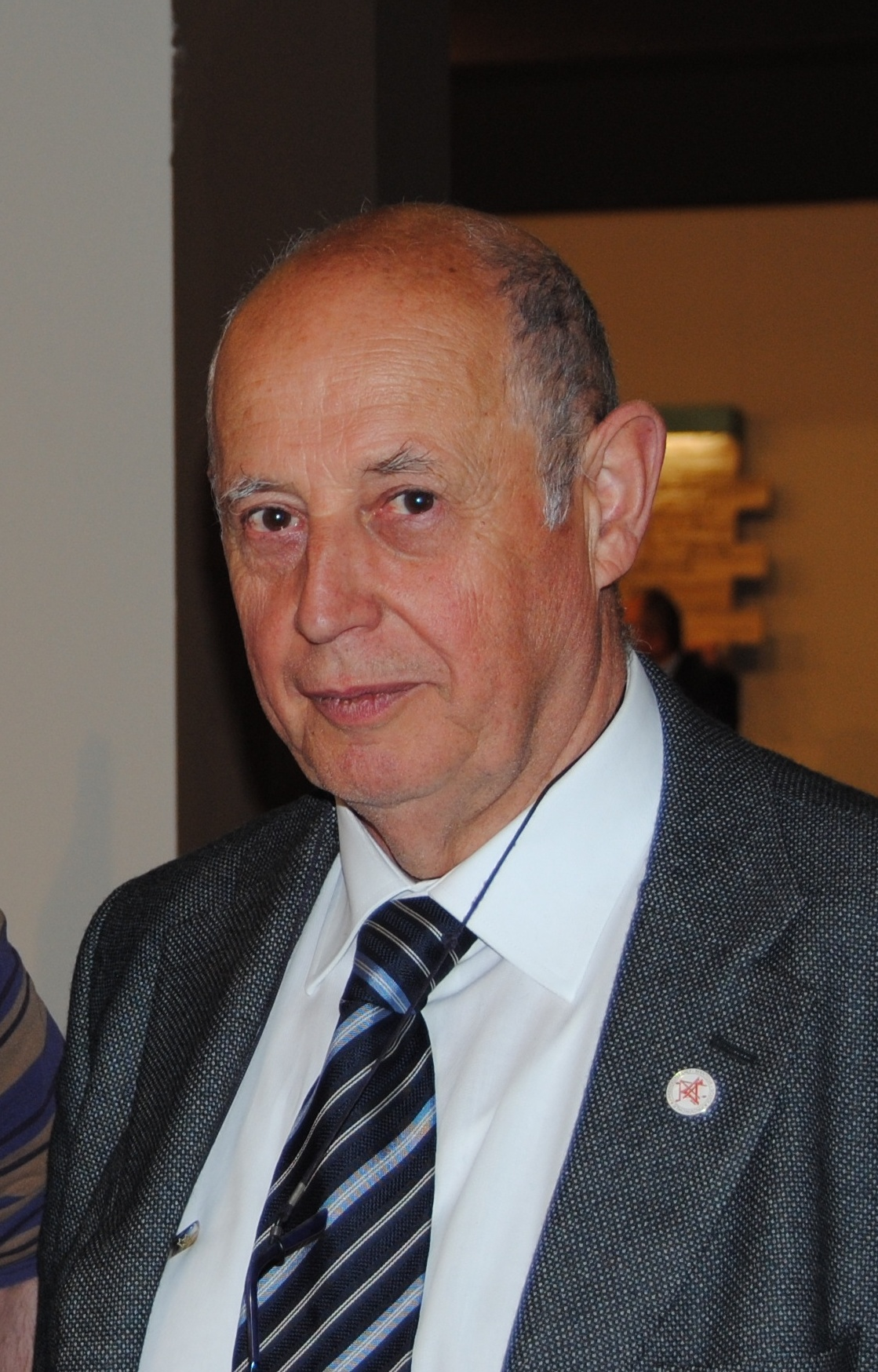
Primo piano del prof. Franco Laner

Franco Laner (Cortina d'Ampezzo, 21 luglio 1941) è un architetto italiano, pioniere dell'impiego del legno lamellare in Italia.

## Vita e opere
Laureato in architettura allo IUAV (Istituto Universitario di Architettura di Venezia) nel 1969, a partire dal 1974 ha insegnato nella stessa università dove dal 1980 è stato professore associato e dal 2000 al 2010 - anno del pensionamento - professore ordinario di tecnologia dell'architettura.
La sua attività di ricerca verte oggi principalmente sull'impiego del legno e del legno lamellare in edilizia e sulla storia della tecnologia edilizia, ma ha in passato approfondito anche il tema della sperimentazione e del controllo di qualità di altri materiali da costruzione - in particolare il laterizio - nella lunga attività presso il laboratorio ufficiale prove sui materiali dello IUAV, e della introduzione dei metodi probabilistici nella valutazione della sicurezza strutturale degli edifici.
All'inizio della sua attività ha inoltre analizzato il ruolo politico e sociale della tecnologia e della scienza (e del relativo insegnamento nelle facoltà di architettura). Il suo atteggiamento era di netta opposizione ai promotori di una presunta e acritica neutralità di scienza e tecnica; affermava invece la necessità di una presa di coscienza della non oggettività delle scelte che tecnico e scienziato si trovano a fare, che dipendono dal peso relativo attribuito arbitrariamente ai vari parametri considerati nella scelta (ad esempio costi di produzione vs. condizioni di lavoro e salute dell'operaio nella valutazione di sistemi produttivi alternativi nell'industria dei materiali edili).
Laner ha studiato a lungo i modi d'impiego del legno nell'edilizia storica (con particolare attenzione all'aspetto - a lungo trascurato - degli stati di coazione) e gli interventi di consolidamento di tipo tradizionale, dei quali afferma la persistente attualità.
Il suo interesse si è rivolto anche verso i temi della durabilità delle strutture di legno e delle fessure da ritiro, viste come caratteristiche ineliminabili e non come difetti.
Laner ha inoltre approfondito il tema delle strutture in legno di nuova costruzione tanto nelle ristrutturazioni (progettando tra le altre opere la nuova copertura del Teatro La Fenice di Venezia e le strutture in legno lamellare nel Castello di Rivoli) quanto nelle nuove realizzazioni. In questo ambito pone particolare attenzione all'aspetto della concezione tridimensionale della struttura, fondamentale per garantire la resistenza ad azioni orizzontali (vento e sisma) e per prevenire fenomeni di instabilità laterale. Ha inoltre sperimentato e brevettato dei sistemi di connessione innovativi per solai misti legno-calcestruzzo per interventi di recupero e per nuove costruzioni.
Nel settore del legno lamellare è stato fra i pionieri in Italia, attraverso una serie di sperimentazioni (in particolare della resistenza delle unioni meccaniche chiodate e bullonate) e progetti di strutture di grande luce (passerelle pedonali, ponti, coperture di grandi ambienti).
Tra i suoi campi di ricerca più recenti ci sono la durabilità delle costruzioni in legno e lo studio di nuovi sistemi di connessione legno-legno. In questo ambito sta sperimentando l'impiego di cavicchi lignei al posto di viti e bulloni metallici e nuove sagome curve (oggi facilmente realizzabili grazie alle macchine a controllo numerico) in sostituzione di quelle tradizionali con spigoli vivi, con l'intento di limitare punti di innesto dell'energia di frattura e il consolidamento di solai a orditura lignea con solette in x-lam (legno multistrato costituito da lamelle sovrapposte e incollate a strati incrociati).
Laner è stato fondatore e direttore della rivista Adrastea, edita tra il 1994 ed il 2002 da una delle maggiori imprese italiane produttrici di legno lamellare, e presidente del Consiglio scientifico dell'Istituto per la Tecnologia del Legno del CNR di San Michele all'Adige (TN) dal 1998 al 2002.
Laner svolge inoltre una intensa attività di promozione dell'uso del legno e del legno lamellare in edilizia partecipando a convegni e seminari, nonché tenendo numerosi corsi di formazione per professionisti.

## Opere
- Franco Laner, Vittorio Manfron, La progenie degli gnomi inventivi. Tecnologia e processo di produzione edile, Cluva, Venezia, 1978.
- Franco Laner, Gianni Riva, Federico Zago, Indagine sulla resistenza di base della muratura di mattoni a Venezia, IUAV, Venezia, 1979.
- Franco Laner, Sicurezza e crolli, CLUVA, Venezia, 1983.
- Franco Laner, Umberto Barbisan, La muratura armata, CLUVA, Venezia, 1983.
- Franco Laner, Acqua alle corde. Il controllo di qualità dei materiali edili e la sicurezza strutturale, CLUVA, Venezia, 1983.
- Franco Laner, Umberto Barbisan, Cinque argomenti di tecnologia dell'architettura, Venezia, 1985.
- Franco Laner, Umberto Barbisan, Ingegneria del Rinascimento a Venezia, Venezia, 1985.
- Franco Laner, Umberto Barbisan, Terremoto ed architettura. Il trattato di Eusebio Sguario e la sismologia nel Settecento, CLUVA, Venezia, 1986.
- Franco Laner, Umberto Barbisan, I secoli bui del terremoto, Franco Angeli, Milano, 1986.
- Franco Laner, Umberto Barbisan, Materiale bibliografico di base per il recupero edilizio, ETB, Pontremoli, 1987.
- Franco Laner, Susanna De Götzen, La chiglia rovesciata, Franco Angeli, Milano, 1988.
- Franco Laner, Il legno lamellare. Il progetto, Habitat legno, Edolo, 1988.
- Franco Laner, Conoscere il legno per progettare e costruire. Atti del corso di aggiornamento. Verona settembre-ottobre 1990, Verona, 1991.
- Franco Laner, Il limite della dispersione. Controllo e sperimentazione dei componenti edilizi, Franco Angeli, Milano, 1993.
- Franco Laner, Edoardo Benvenuto, Valeriano Pastor, Restauro architettonico. Il tema strutturale, Essegi, Ravenna, 1994.
- Franco Laner, Umberto Barbisan, I solai in legno. Soluzioni tradizionali, elementi innovativi, esempi di dimensionamento, Franco Angeli, Milano, 1995.
- Franco Laner, Paola Giacalone, Anna Pala, Murature faccia a vista. Patologie e rimedi, Franco Angeli, Milano, 1997.
- Franco Laner, Accabadora. Tecnologia delle costruzioni nuragiche, Franco Angeli, Milano, 1999.
- Franco Laner, Umberto Barbisan, Capriate e tetti in legno. Progetto e recupero, Franco Angeli, Milano, 2000.
- Franco Laner, Capire le fessure nel legno strutturale, Legnoindustria, s.l., 2003.
- Franco Laner, Anna Pala, Sant´Antioco di Bisarcio, chiesa ex cattedrale nel campo di Ozieri, Adrastea, Mestre, 2003.
- Franco Laner, Il tempio a pozzo di S. Cristina. Storia, tecnologia, architettura e astronomia, Adrastea, Mestre, 2004.
- Franco Laner, Nostra Signora di Castro, chiesa ex cattedrale ad Oschiri, Adrastea, Mestre, 2004.
- Franco Laner, Durabilità e manutenzione delle costruzioni di legno, Promolegno, 2005.
- Franco Laner, Diagnostica delle strutture lignee, Flap Edizioni, Mestre, 2005.
- Franco Laner, Tecnologia del recupero delle strutture lignee, Flap Edizioni, Mestre, 2005.
- Franco Laner, Umberto Barbisan, Risanamento delle murature, Flap Edizioni, Mestre, 2006.
- Franco Laner, Idee costruttive per solai e tetti di legno, Flap Edizioni, 2008.
- Franco Laner, Legno e stati di coazione, Flap Edizioni, 2008.
- Franco Laner, Vademecum. Case di legno, Piemmeti, 2008.
- Franco Laner, Strutture di legno e sicurezza, Flap Edizioni, 2009.
- Franco Laner, Sa'ena. Sardegna preistorica: dagli antropomorfi ai telamoni di Monte Prama, Condaghes, Cagliari, 2011.
- Franco Laner, Il restauro delle strutture di legno, Grafill, Palermo, 2011.
- Franco Laner. Legno: materiale e tecnologia per progettare e costruire. UTET, Torino, 2012.
- Franco Laner, Antonio Pantuso, Uso Fiume e uso Trieste nei solai misti, Flap Edizioni, Mestre, 2014.
- Franco Laner, Rùṣin. Appunti ampezzani autobiografici, Agorà nuragica, Isili, 2014.
- Franco Laner, Indagini su Monte Prama, NOR, Ghilarza, 2017.
- Franco Laner, Il mio legno, Stevan, Settimo Pescantina (VR), 2018.
- Franco Laner, Il Ponte dell'Accademia. Permanenza del provvisorio, CLUVA, Venezia, 2018.
- Franco Laner, Palazzo Marignoli. Eclettismo architettonico e imprenditoriale, CLUVA, Venezia, 2021.
- Franco Laner, Consolidamento dei solai di legno. Esperienze ordinarie e di frontiera, Unidea, Verona, 2022.
- Franco Laner, D.A.I. (Istituto Archeologico Germanico). Paradigma di restauro del contemporaneo, CLUVA, Venezia, 2022.
- Franco Laner, Nuraghi. Sillabe del cosmo, Agorà Nuragica, Cagliari, 2023.
- Franco Laner, Hotel Portrait Milano. Sommatoria di eccellenze. Ridefinizione dell'ex Seminario arcivescovile di Milano, Unidea, Verona, 2023.